# Wong Tin-Lam
Wong Tin-Lam (Canton, 11 settembre 1928 – Hong Kong, 16 novembre 2010) è stato un regista, attore, sceneggiatore e produttore cinematografico cinese di Hong Kong.
Egli ha diretto film di diversissimi generi ed anche lingue, soprattutto in cantonese, cinese e dialetto di Amoy, accumulando una ricca esperienza nella produzione cinematografica.

## Carriera
Wong ha dato avvio alla carriera come intraprendente regista a metà degli anni '50, lavorando per la compagnia cinematografica Hsin Hwa. Solo più tardi si è unito alla Cathay Organisation, girando alcuni film che lo resero uno dei registi più acclamati del tempo.
All'inizio degli anni '70, i Cathay Studios chiusero e Wong spostò le sue attenzioni dal cinema alla televisione. Diresse un certo numero di serial e serie televisive, combinando con successo la flessibilità delle produzioni televisive alle tecniche di produzione cinematografica, specializzandosi particolarmente in melodrammi e serie wuxia.
Infine, Wong si è ritirato definitivamente dalla produzione televisiva, tuttavia ancora si diletta in apparizioni, cameo, ruoli di supporto e da ospite, specialmente in film diretti da Johnnie To, Wai Ka-Fai e anche dal figlio Wong Jing, che ha seguito le sue orme nel mondo del cinema.